# Patsch (gmina)
Patsch – gmina w Austrii, w kraju związkowym Tyrol, w powiecie Innsbruck-Land. Według Austriackiego Urzędu Statystycznego liczyła 976 mieszkańców (1 stycznia 2015).